# Peter Labudde
Peter Labudde (gelegentlich auch: Peter Labudde-Dimmler) (* 14. Dezember 1952) ist ein Schweizer Physikdidaktiker und Sachbuchautor.
Labudde studierte Physik an den Universitäten in Würzburg und Bern. Er wurde 1980 mit einer Dissertation (unter Anleitung von H. P. Weber) mit dem Titel "Kontinuierliche Fiber-Raman-Laser" promoviert und habilitierte sich 1999 an der Universität Bern (Thema der Habilitationsschrift: "Konstruktivismus im Physikunterricht der Sekundarstufe II"). 
Von 1981 bis 1985 und von 1987 bis 1990 war Labudde, zeitweise in Teilzeit, als Gymnasiallehrer für die Fächer Mathematik, Physik und Chemie tätig. Von 1988 bis 2002 war er Vizedirektor der „Abteilung für das Höhere Lehramt“ der Universität Bern. Von 1997 bis 2005 war er als Fachleiter und Dozent im Nachdiplomstudium Fachdidaktik Naturwissenschaften an derselben Universität tätig. Von 2002 bis 2008 wirkte er als  Direktor der Abteilung für das Höhere Lehramt (AHL) der Universität Bern bzw. der Pädagogischen Hochschule Bern, wo er ab 2005 Leiter des „Instituts Sekundarstufe II“ war. Von 2008 bis 2017 war er Forschungsprofessor und leitete das „Zentrum Naturwissenschafts- und Technikdidaktik“ der Pädagogischen Hochschule der Fachhochschule Nordwestschweiz in Basel. Seit 2018 ist er pensioniert und in Teilzeit in Beratung, Forschung, Entwicklung, Aus- und Weiterbildung tätig.
Labuddes Fachbücher widmen sich naturwissenschaftlichen Lehrmethoden für die Mittelschule.